# Mistrovství světa v biatlonu
Mistrovství světa v biatlonu (anglicky Biathlon World Championships) je vrcholná soutěž biatlonu, kterou organizuje Mezinárodní biatlonová unie (IBU). Mistrovství světa bylo založeno roku 1958, kdy se poprvé konalo v rakouském Saalfeldenu. V současné době se soutěží v sedmi disciplínách – ve vytrvalostním závodu, sprintu, stíhacím závodu, závodu s hromadným startem, štafetě, smíšené štafetě a smíšeného závodu dvojic.

## Historie
Již v roce 1957 Mezinárodní unie moderního pětiboje (UIPM) zahrnula biatlon do své působnosti a rozšířila název na Mezinárodní unii moderního pětiboje a biatlonu (UIPMB). O rok později se poprvé konalo v rakouském Saalfeldenu první mistrovství světa, jehož součástí byl vytrvalostní závod mužů. Až do roku 1965 se medaile udělovaly pouze za tuto disciplínu, jelikož štafetový, resp. týmový závod mužů nebyl oficiální součástí Mistrovství světa v biatlonu a jeho výsledky byly tvořeny pouze na základě výsledků vytrvalostního závodu čtyř (1958) nebo tří nejlepších (1959–1963) sportovců daného národa. V roce 1965 se poprvé konal štafetový závod na 3 × 7,5 km a v roce 1966 byl upraven na dnešní podobu ve čtyřech závodnících.
V roce 1974 byl program rozšířen o třetí disciplínu – sprint. Mezi lety 1989 a 1998 byl součástí týmový závod. Stíhací závod byl poprvé zařazen v roce 1997, závod s hromadným startem je součástí od roku 1999. V roce 2007 byla poprvé zařazena smíšená štafeta, smíšený závod dvojic pak od roku 2019.
Původně na mistrovství světa závodili pouze muži. V roce 1984 se konalo první mistrovství světa pro ženy, přičemž mužský i ženský šampionát probíhaly odděleně až do roku 1989.
Původně se střílelo z velkorážních pušek na čtyřech střelnicích, vleže na 250 m na terče o průměru 25 cm, 200 m (25 cm), 150 m (20 cm) a ve stoje na 100 m (30 cm). Na podnět ČSSR a Rakouska se roku 1978 začala místo kulovnice  používat malorážka a vzdálenost terče byla snížena na 50 metrů.

## Přehled světových šampionátů
| Poř. | rok  | město                    | země                   | poznámky        |
| ---- | ---- | ------------------------ | ---------------------- | --------------- |
| 1.   | 1958 | Saalfelden               | Rakousko               |                 |
| 2.   | 1959 | Courmayeur               | Itálie                 |                 |
| 3.   | 1961 | Umeå                     | Švédsko                |                 |
| 4.   | 1962 | Hämeenlinna-Tavastehus   | Finsko                 |                 |
| 5.   | 1963 | Seefeld in Tirol         | Rakousko               |                 |
| 6.   | 1965 | Elverum                  | Norsko                 |                 |
| 7.   | 1966 | Garmisch-Partenkirchen   | Západní Německo        |                 |
| 8.   | 1967 | Altenberg                | Východní Německo       |                 |
| 9.   | 1969 | Zakopané                 | Polsko                 |                 |
| 10.  | 1970 | Östersund                | Švédsko                |                 |
| 11.  | 1971 | Hämeenlinna-Tavastehus   | Finsko                 |                 |
| 12.  | 1973 | Lake Placid              | Spojené státy americké |                 |
| 13.  | 1974 | Minsk                    | Sovětský svaz          |                 |
| 14.  | 1975 | Anterselva               | Itálie                 |                 |
| 15.  | 1976 | Anterselva               | Itálie                 | sprint          |
| 16.  | 1977 | Lillehammer              | Norsko                 |                 |
| 17.  | 1978 | Hochfilzen               | Rakousko               |                 |
| 18.  | 1979 | Ruhpolding               | Západní Německo        |                 |
| 19.  | 1981 | Lahti                    | Finsko                 |                 |
| 20.  | 1982 | Minsk                    | Sovětský svaz          |                 |
| 21.  | 1983 | Anterselva               | Itálie                 |                 |
| 22.  | 1984 | Chamonix                 | Francie                |                 |
| 23.  | 1985 | Ruhpolding               | Západní Německo        | muži            |
| 23.  | 1985 | Egg am Etzel, Einsiedeln | Švýcarsko              | ženy            |
| 24.  | 1986 | Oslo                     | Norsko                 | muži            |
| 24.  | 1986 | Falun                    | Švédsko                | ženy            |
| 25.  | 1987 | Lake Placid              | Spojené státy americké | muži            |
| 25.  | 1987 | Lahti                    | Finsko                 | ženy            |
| 26.  | 1988 | Chamonix                 | Francie                | ženy            |
| 27.  | 1989 | Feistritz                | Rakousko               |                 |
| 28.  | 1990 | Minsk                    | Sovětský svaz          |                 |
| 28.  | 1990 | Oslo                     | Norsko                 |                 |
| 28.  | 1990 | Kontiolahti              | Finsko                 |                 |
| 29.  | 1991 | Lahti                    | Finsko                 |                 |
| 30.  | 1992 | Novosibirsk              | Rusko                  | družstva        |
| 31.  | 1993 | Borovec                  | Bulharsko              |                 |
| 32.  | 1994 | Canmore                  | Kanada                 | družstva        |
| 33.  | 1995 | Anterselva               | Itálie                 |                 |
| 34.  | 1996 | Ruhpolding               | Německo                |                 |
| 35.  | 1997 | Brezno-Osrblie           | Slovensko              |                 |
| 36.  | 1998 | Pokljuka                 | Slovinsko              |                 |
| 36.  | 1998 | Hochfilzen               | Rakousko               | družstva        |
| 37.  | 1999 | Kontiolahti              | Finsko                 |                 |
| 37.  | 1999 | Oslo                     | Norsko                 |                 |
| 38.  | 2000 | Oslo                     | Norsko                 |                 |
| 38.  | 2000 | Lahti                    | Finsko                 |                 |
| 39.  | 2001 | Pokljuka                 | Slovinsko              |                 |
| 40.  | 2002 | Oslo                     | Norsko                 | hromadný běh    |
| 41.  | 2003 | Chanty-Mansijsk          | Rusko                  |                 |
| 42.  | 2004 | Oberhof                  | Německo                |                 |
| 43.  | 2005 | Hochfilzen               | Rakousko               |                 |
| 43.  | 2005 | Chanty-Mansijsk          | Rusko                  | smíšená štafeta |
| 44.  | 2006 | Pokljuka                 | Slovinsko              | smíšená štafeta |
| 45.  | 2007 | Anterselva               | Itálie                 |                 |
| 46.  | 2008 | Östersund                | Švédsko                |                 |
| 47.  | 2009 | Pchjongčchang            | Jižní Korea            |                 |
| 48.  | 2010 | Chanty-Mansijsk          | Rusko                  | smíšená štafeta |
| 49.  | 2011 | Chanty-Mansijsk          | Rusko                  |                 |
| 50.  | 2012 | Ruhpolding               | Německo                |                 |
| 51.  | 2013 | Nové Město na Moravě     | Česko                  |                 |
| 52.  | 2015 | Kontiolahti              | Finsko                 |                 |
| 53.  | 2016 | Oslo                     | Norsko                 |                 |
| 54.  | 2017 | Hochfilzen               | Rakousko               |                 |
| 55.  | 2019 | Östersund                | Švédsko                |                 |
| 56.  | 2020 | Anterselva               | Itálie                 |                 |
| 57.  | 2021 | Pokljuka                 | Slovinsko              |                 |
| 58.  | 2023 | Oberhof                  | Německo                |                 |
| 59.  | 2024 | Nové Město na Moravě     | Česko                  |                 |
| 60.  | 2025 | Lenzerheide              | Švýcarsko              |                 |
| 61.  | 2027 | Otepää                   | Estonsko               |                 |
| 62.  | 2028 | Hochfilzen               | Rakousko               |                 |
| 63.  | 2029 | Oslo                     | Norsko                 |                 |

## Nejúspěšnější závodníci

### Muži
| Pořadí                      | Jméno                | Země                     | Od   | Do   | Zlato | Stříbro | Bronz | Celkově |
| 1.                          | Ole Einar Bjørndalen | Norsko                   | 1997 | 2017 | 20    | 14      | 11    | 45      |
| 2.                          | Johannes Thingnes Bø | Norsko                   | 2015 | 2024 | 20    | 13      | 5     | 38      |
| 3.                          | Martin Fourcade      | Francie                  | 2011 | 2020 | 13    | 10      | 5     | 28      |
| 4.                          | Emil Hegle Svendsen  | Norsko                   | 2007 | 2016 | 12    | 6       | 3     | 21      |
| 5.                          | Tarjei Bø            | Norsko                   | 2011 | 2024 | 11    | 7       | 8     | 26      |
| 6.                          | Frank Luck           | Východní Německo Německo | 1989 | 2004 | 11    | 5       | 4     | 20      |
| 7.                          | Alexandr Tichonov    | Sovětský svaz            | 1967 | 1979 | 11    | 4       | 2     | 17      |
| 8.                          | Ricco Groß           | Německo                  | 1991 | 2007 | 9     | 5       | 6     | 20      |
| 9.                          | Frank Ullrich        | Východní Německo         | 1977 | 1983 | 9     | 4       | 1     | 14      |
| 10.                         | Raphaël Poirée       | Francie                  | 1998 | 2007 | 8     | 3       | 7     | 18      |
| tučné – aktivní biatlonista |                      |                          |      |      |       |         |       |         |

### Ženy
| Pořadí                       | Jméno                             | Země                    | Od   | Do   | Zlato | Stříbro | Bronz | Celkově |
| 1.                           | Marte Olsbuová Røiselandová       | Norsko                  | 2016 | 2023 | 13    | –       | 4     | 17      |
| 2.                           | Magdalena Neunerová               | Německo                 | 2007 | 2012 | 12    | 4       | 1     | 17      |
| 3.                           | Tiril Eckhoffová                  | Norsko                  | 2015 | 2021 | 10    | 2       | 3     | 15      |
| 4.                           | Jelena Golovinová                 | Sovětský svaz           | 1985 | 1991 | 10    | 1       | 1     | 12      |
| 5.                           | Petra Behleová                    | Západní Německo Německo | 1988 | 1997 | 9     | 2       | 2     | 13      |
| 6.                           | Uschi Dislová                     | Německo                 | 1991 | 2005 | 8     | 8       | 3     | 19      |
| 7.                           | Andrea Henkelová                  | Německo                 | 2000 | 2013 | 8     | 6       | 2     | 16      |
| 8.                           | Tora Bergerová                    | Norsko                  | 2006 | 2013 | 8     | 5       | 5     | 18      |
| 9.                           | Liv Grete Skjelbreidová Poiréeová | Norsko                  | 1997 | 2004 | 8     | 3       | 2     | 13      |
| 10.                          | Laura Dahlmeierová                | Německo                 | 2015 | 2019 | 7     | 3       | 5     | 15      |
| tučné – aktivní biatlonistka |                                   |                         |      |      |       |         |       |         |

## Česká stopa
V letech 1993-2021 získali čeští biatlonisté celkem 21 medailí (6/6/9), výrazně si tak polepšili a navázali na československé biatlonisty, kteří v letech 1958-1992 získali čtyři medaile (0/1/3).

## Přehled medailí
| Pořadí | Země                   | Zlato | Stříbro | Bronz | Celkově |
| ------ | ---------------------- | ----- | ------- | ----- | ------- |
| 1.     | Norsko                 | 90    | 78      | 70    | 238     |
| 2.     | Německo                | 64    | 53      | 36    | 153     |
| 3.     | Sovětský svaz          | 44    | 29      | 21    | 94      |
| 4.     | Francie                | 40    | 37      | 40    | 117     |
| 5.     | Rusko                  | 28    | 41      | 28    | 97      |
| 6.     | Východní Německo       | 19    | 12      | 10    | 41      |
| 7.     | Švédsko                | 16    | 18      | 30    | 64      |
| 8.     | Finsko                 | 10    | 10      | 16    | 36      |
| 9.     | Itálie                 | 10    | 9       | 15    | 34      |
| 10.    | Ukrajina               | 7     | 10      | 22    | 39      |
| 11.    | Bělorusko              | 6     | 9       | 14    | 29      |
| 12.    | Česko                  | 6     | 6       | 9     | 21      |
| 13.    | Rakousko               | 3     | 8       | 11    | 22      |
| 14.    | Západní Německo        | 2     | 4       | 7     | 13      |
| 15.    | Slovinsko              | 2     | 2       | 1     | 5       |
| 16.    | Polsko                 | 1     | 6       | 7     | 14      |
| 17.    | Spojené státy americké | 1     | 4       | 1     | 6       |
| 18.    | Kanada                 | 1     | 2       | 1     | 4       |
| 18.    | Slovensko              | 1     | 2       | 1     | 4       |
| 20.    | SNS                    | 1     | 1       | 0     | 2       |
| 21.    | Bulharsko              | 0     | 4       | 4     | 8       |
| 22.    | Čína                   | 0     | 3       | 0     | 3       |
| 23.    | Československo         | 0     | 1       | 3     | 4       |
| 24.    | Rumunsko               | 0     | 1       | 0     | 1       |
| 25.    | Lotyšsko               | 0     | 0       | 2     | 2       |
| 26.    | Chorvatsko             | 0     | 0       | 1     | 1       |
| 26.    | Estonsko               | 0     | 0       | 1     | 1       |
| 26.    | Ruská biatlonová unie  | 0     | 0       | 1     | 1       |
| Celkem | Celkem                 | 352   | 350     | 352   | 1054    |